# Smolan
Smolan (bułg. Смолян; do 1934 roku Paszmakli) – miasto w południowej Bułgarii, stolica obwodu Smolan, nad rzeką Czerna (dorzecze Maricy), w Rodopach; liczy 30 507 mieszkańców (2015); przemysł drzewny i spożywczy; ośrodek turystyki.

## Miasta partnerskie
- Bielce, Mołdawia
- Ejlat, Izrael
- Kaługa, Rosja
- Kispest, Węgry
- Ksanti, Grecja
- Martinsicuro, Włochy
- Motril, Hiszpania
- Nowy Sącz, Polska
- Pendik, Turcja
- Pori, Finlandia
- Słuck, Białoruś
- Suhl, Niemcy